# Млынары
Млынары (пол. Młynary, нем. Mühlhausen in Ostpreußen) — город в Польше, входит в Варминьско-Мазурское воеводство, Эльблонгский повят. Имеет статус городско-сельской гмины. Занимает площадь 2,76 км². Население — 1792 человека (на 2018 год).

## История
О происхождении названия поселения есть две теории. Одна ссылается на одноимённый город в Тюрингии, другая относится к довольно рано возникшей на р. Донне водяной мельнице. В пользу второй версии говорит изображение на городском гербе мельничного колеса. Также и год на грамоте, давшей городские права поселению, не поддаётся точной датировке, предположительно она была выдана комтуром Эльбинга (пол. Эльблонг) Германом фон Эттинген (Hermann Öttingen) между 1320 и 1331 годами. Эт права были в 1338 и 1404 еще раз подтверждены. В них говорится о том, что наследственный староста Николай фон Кунин (Nicolaus von Kunyn) назначен ответственным за развитие города «Mohlhusen». Поселение образовалось с южной стороны небольшой крепости Немецкого ордена. До 1410 г. замок был резиденцией лесничего комтурства Эльбинг. В 1349 г. город сильно пострадал от эпидемии чумы: умерло ок. 1000 жителей. Первая школа в Мюльхаузене упоминается в 1408 г. и связано это с посещением города Великим магистром ордена Ульрихом фон Юнгинген.

## Памятники
В реестр охраняемых памятников Варминьско-Мазурского воеводства занесены:
- Городская планировка с комплексом построек Старого Города
- Костёл апостола Петра XIV, XVII в.
- Костёл непорочного зачатия Девы Марии середины XIX в.
- Кладбищенская часовня конца XIX в.
- Дом 1920 г по ул. Вокзальной, 33
- Дома 1905 года по ул. Словацкого, 2—4, 6, 8, 10
- Руины водяной мельницы XV—XX вв.

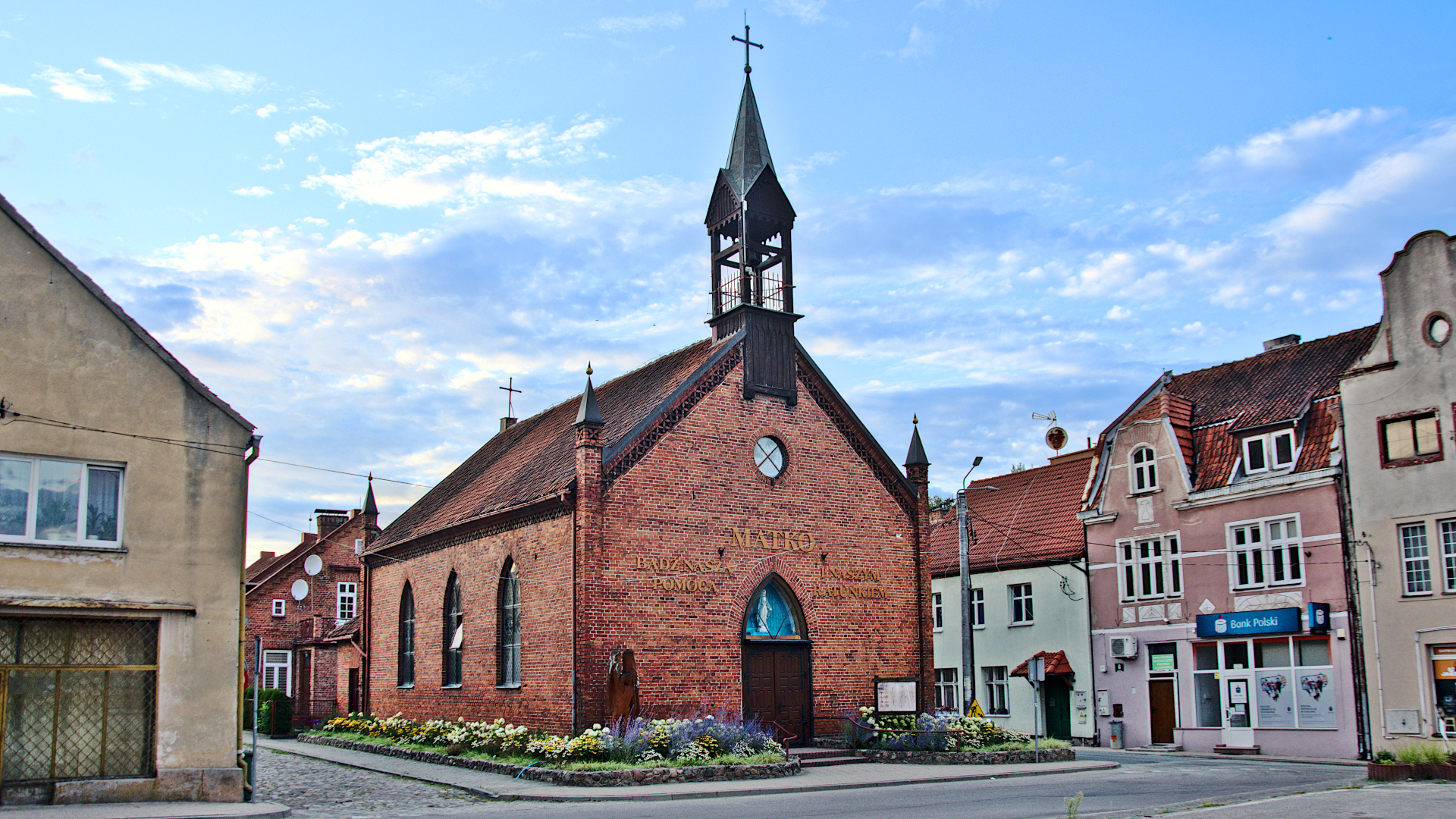
Костёл непорочного зачатия Девы Марии
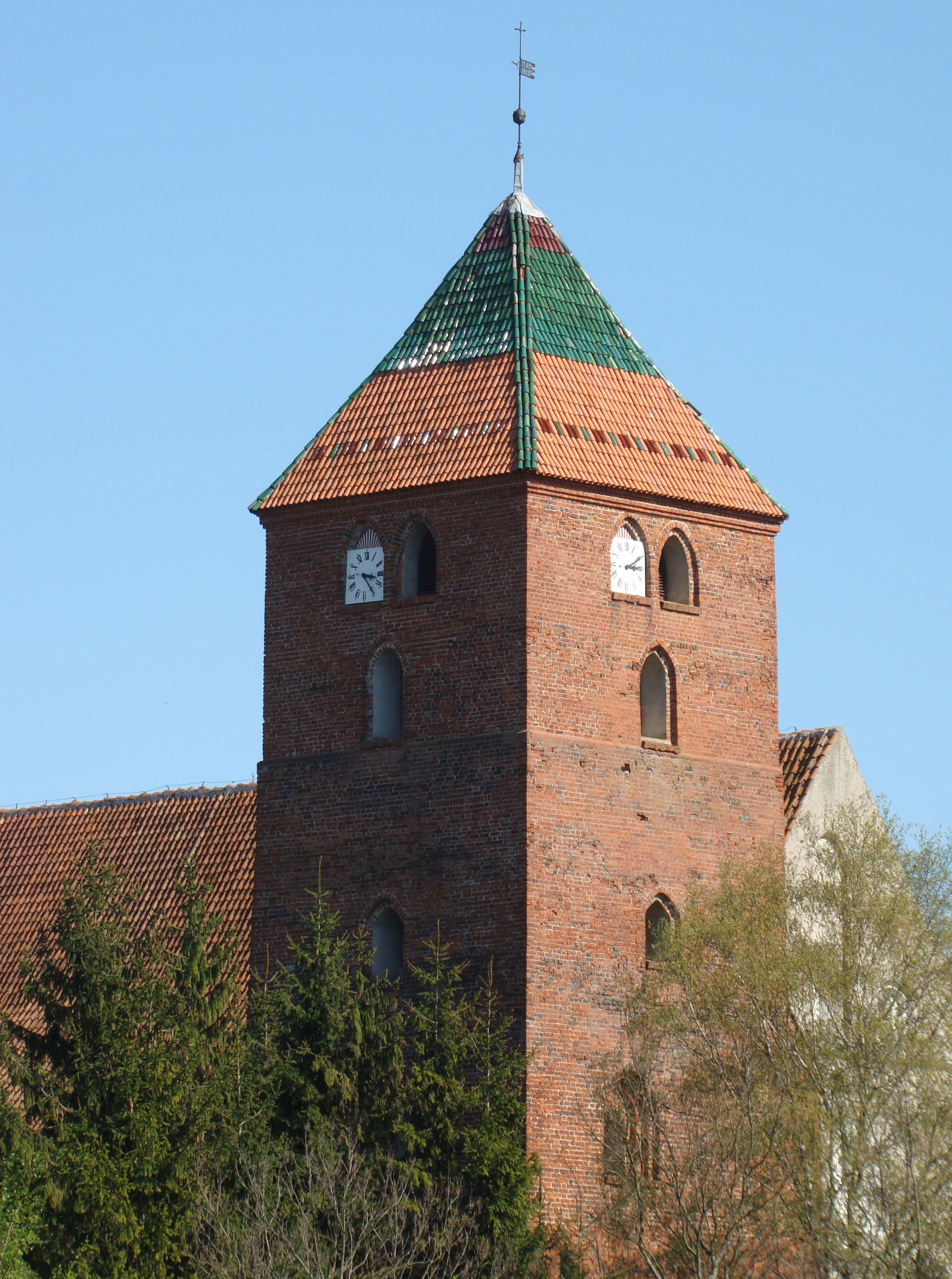
Костёл апостола Петра